# 湯先甲
湯先甲（1712年—1778年），字萼南，號辛齋。江蘇省蘇州府宜興縣（今無錫市宜興市）人，清朝政治人物、詩人、史學家、書法家。

## 生平
乾隆九年（1744年）甲子順天鄉試舉人。
乾隆十六年（1751年）辛未科第二甲第八名進士出身。選翰林院庶吉士。
乾隆十七年（1752年）十月散館，授翰林院編修。參與纂修《欽定續文獻通考》。
乾隆二十一年（1756年）五月，以編修充丙子科貴州鄉試正主考。
乾隆二十二年（1757年），考選陝西道監察御史。
乾隆二十三年（1758年）十二月，乾隆帝因日食而求諫言，湯先甲應詔奏陳四件事，其中反對將彭家屏收藏野史視為大案、特意搜羅，乾隆帝當天召湯先甲入殿對談，針對奏摺中所列事項詰責辯論、剴切訓斥，聲音響徹宮殿，總共十餘刻鐘時間，湯先甲逐條對答明確清晰，語氣謙沖平和。乾隆帝認為湯先甲有諫言的責任，不加怪罪，嘉獎湯先甲忠誠正直。
乾隆二十四年（1759年）閏六月，以監察御史充己卯科浙江鄉試副主考。擢鴻臚寺少卿。九月，以鴻臚寺少卿差任河南學政。
乾隆二十五年（1760年）十月，改差貴州學政。
乾隆二十七年（1762年）貴州省苗學，舊例不設廩膳生、增廣生名額，六月，奏請添設，與其他各省府相同，先於都勻府荔波縣開設廩生、增生各二名，自乾隆二十八年歲試實施，初補廩生，十年後方准出貢生，以後每四年一貢生，峒夷受鼓舞而嚮往教化。十二月，學政任滿回京。
乾隆二十八年（1763年），擢任光祿寺少卿。
乾隆二十九年（1764年）三月，遷通政使司參議。升內閣侍讀學士，入直上書房，陪侍皇八子永璇讀書。
乾隆三十年（1765年）五月，以內閣侍讀學士充戊子科四川鄉試正主考。
乾隆三十三年（1768年）五月，以內閣侍讀學士充乙酉科廣東鄉試正主考。
乾隆三十五年（1770年）五月，皇八子永璇擅自由圓明園進京城，湯先甲與觀保都遭訓誡，降級調用。隨即授翰林院編修，仍直上書房。
乾隆三十九年（1774年）五月，以翰林院編修充甲午科福建鄉試正主考。
乾隆四十年（1775年）六月，以編修差廣東學政。
乾隆四十二年（1777年）秩滿離任，因積勞患風痺疾，未回京覆命。
乾隆四十三年（1778年）正月，卒於回京途中。 
湯先甲前後督三省學政、典五省鄉試、六次充鄉試、會試同考官，甄拔了許多名士。工於詩、古文辭，晚年想刪輯歷朝《會要》，編輯成一部《續政典》，未能完成。朝中官員談及正直大臣，必推湯先甲。書法工整清秀，曾經手書趙執信《談龍錄》一卷，並刊刻付梓。梁敦書〈蓬壺朝旭為湯少光祿賦文石〉詩中有句：「書法恰與光祿匹」。

## 家庭及關聯
- 弟：湯大鼎，諸生，早卒。
- 姪，由湯先甲撫育：
  - 湯模，副榜。
  - 湯壽朋，官浙江慈谿縣縣丞。

- 姻婭：劉星煒。
- 女婿：劉謹之。